# Амави, Жордан
Жорда́н Кеви́н Амави́ (фр. Jordan Kevin Amavi; родился 9 марта 1994 года в Эврё, Франция) — французский футболист тоголезского происхождения, защитник клуба  «Брест».

## Клубная карьера

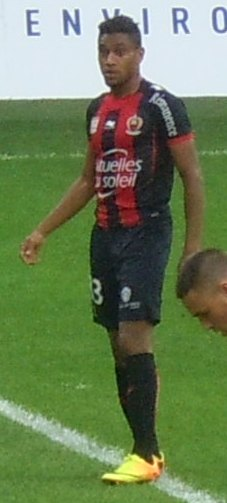
Амави в составе «Ниццы»

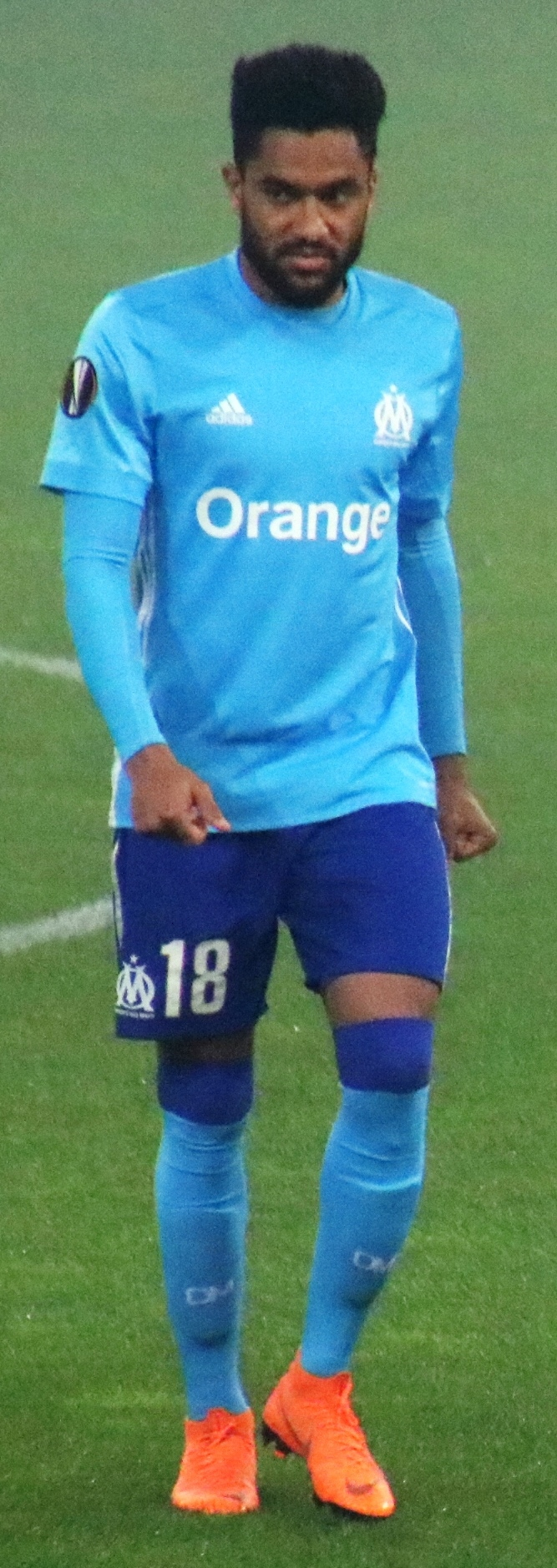
Амави в составе «Олимпика»

Амави — воспитанник клубов «Тулон» и «Ницца». 10 августа 2013 года в матче против «Лиона» он дебютировал за последний в Лиге 1. 20 сентября 2014 года в поединке против «Нанта» Джордан забил свой первый гол за «Ниццу». Примечательно, что в этом матче Амави забил сначала в свои ворота, а потом поразил чужие.
Летом 2015 года Джордан перешёл в английскую «Астон Виллу». Сумма трансфера составила 11 млн. евро. 8 августа в матче против «Борнмута» он дебютировал в английской Премьер-лиге.
Летом 2017 года Амави вернулся на родину, подписав контракт с марсельским «Олимпиком». Сумма трансфера составила 8,5 млн. евро. 20 августа в матче против «Анже» он дебютировал за новую команду. 7 января 2018 года в поединке Кубка Франции против «Валансьена» Джордан забил свой первый гол за «Олимпик». В том же году он помог клубу выйти в финал Лиги Европы.
1 сентября 2022 года на правах аренды перешёл в клуб испанской Ла Лиги «Хетафе» до конца сезона 2022/23

## Международная карьера
В 2014 году Амави в составе молодёжной сборной Франции стал серебряным призёром Турнира в Тулоне.